# Miejsce AP
Miejsce AP, miejsce apurynowe/apirymidynowe – miejsce w DNA nie posiadające ani zasady purynowej (depurynacja), ani pirymidynowej (depirymidynacja), zwykle w wyniku uszkodzenia nici DNA. Jeśli uszkodzenie nie zostanie usunięte, podczas replikacji DNA może zostać wprowadzona mutacja, ponieważ podczas syntezy nici komplementarnej w takim miejscu może znaleźć się losowy nukleotyd.